# Општина Рогозница
Општина Рогозница се налази у Далмацији, у саставу Шибенско-книнске жупаније, Република Хрватска. Сједиште општине је у Рогозници.

## Географија
Општина се налази у јужном дијелу Шибенско-книнске жупаније. На сјеверу се налази општина Примоштен, на западу излази на Јадранско море, а источно и јужно се налази Сплитско-далматинска жупанија.

## Историја
Општина се до територијалне реорганизације у Хрватској налазила у некадашњој великој општини Шибеник.

## Привреда
Становништво се бави пољопривредом, рибарством и туризмом.

## Насељена мјеста
- Дворница
- Затоглав
- Зечево Рогозничко
- Јаребињак
- Каница
- Ложнице
- Оглавци
- Подглавица
- Подорљак
- Ражањ
- Рогозница
- Сапина Доца
- Стивашница

## Становништво
Према попису из 2001. године општина је имала 2.391 становника. Према попису становништва из 2011. године, општина Рогозница је имала 2.345 становника.

### Попис 2011.
На попису становништва 2011. године, општина Рогозница је имала 2.345 становника, следећег националног састава:
| Попис 2011.‍   | Попис 2011.‍ | Попис 2011.‍ | Попис 2011.‍ | Попис 2011.‍ |
| ------------- | ----------- | ----------- | ----------- | ----------- |
|               |             |             |             |             |
| Хрвати        | Хрвати      |             | 2.264       | 97,65%      |
| Срби          | Срби        |             | 23          | 0,98%       |
| остали        | остали      |             | 58          | 2,47%       |
| укупно: 2.345 |             |             |             |             |